# Calamagrostis minor
Calamagrostis minor är en gräsart som först beskrevs av George Bentham, och fick sitt nu gällande namn av John McConnell Black. Calamagrostis minor ingår i släktet rör, och familjen gräs. Inga underarter finns listade i Catalogue of Life.